# Chlamydiota
Las clamidias (Chlamydiota o también Chlamydiae) son un filo de bacterias cuyos miembros son endosimbiontes o patógenos intracelulares obligados. 
Muchas Chlamydiota coexisten en sus hospedadores específicos cuyo estado asintomático, se cree, proporciona un reservorio natural para estas bacterias.
Todas las clamidias crecen infectando células eucariotas y dentro del hospedero toman una forma intracelular replicativa; y en el exterior sobreviven solamente en una forma infecciosa extracelular. Chlamydiota sólo puede proliferar donde haya células hospedadoras, lo que implica dos cosas en el laboratorio: no pueden crecer en medios de cultivo bacterianos y se aíslan más fácilmente mientras están aún dentro de la célula hospedera. 
Se han descrito tres especies del filo Chlamydiota que infectan comúnmente a los seres humanos: 
- Chlamydia trachomatis, que causa la enfermedad ocular tracoma y linfogranuloma venéreo, una infección de transmisión sexual;
- Chlamydophila pneumoniae, que causa una neumonía atípica;
- Chlamydophila psittaci, que causa psitacosis en loros y enfermedad zoonótica.

## Ciclo vital
Chlamydiota agrupa bacterias que pueden ser parásitas o endosimbiontes, dependiendo de la especie y del hospedero eucariota. 
La forma infecciosa extracelular se denomina cuerpo elemental (EB, un término prestado de la virología), es denso a los electrones y tiene típicamente un diámetro de 0,2-0,6 μm. La pared del EB se liga con enlaces de disulfuro. Los EBs que han sido ingeridos por las células eucariotas permanecen en general en forma de inclusiones vacuolares (un término de la virología), en donde se reducen los enlaces de disulfuro y los EBs se transforman en cuerpos reticulados (RBs, donde "reticulado" quiere decir homogéneo). 
Los RBs tienen un tamaño de hasta 1,8 μm, toman nutrientes de la célula huésped y experimentan múltiples divisiones binarias. La división binaria puede implicar estructuras anulares compuestas por un tipo transitorio de peptidoglicano. 
Usando la microscopía electrónica, EBs y RBs se pueden ver durante la inclusión y la réplicación. Las inclusiones no experimentan acidificación o fusión lisosomal, no correspondiendo con las vesículas endocíticas canónicas, estando esencialmente disociadas del ciclo endocítico y teniendo algunas semejanzas con el reciclado de endosomas.
Después de varios días de replicación, los RBs se transforman de nuevo en EBs metabólicamente inactivos que producen la ruptura de la célula hospedera o una fusión de las membranas de inclusión y plasmática. Los EBs se esparcen por aerosol o por  contacto y no requieren ningún otro vector adicional.

## Filogenia
Chlamydiota es un grupo bacteriano único que evolutivamente se separó de las demás bacterias hace aproximadamente mil millones de años.
No se sabe si Chlamydiota está relacionado con Planctomycetota o con Spirochaetota. 
La secuenciación de los genomas, sin embargo, indica que el 11 % de los genes de Candidatus Protochlamydia amoebophila UWE25 y el 4 % de Chlamydiaceae son similares a los de los cloroplastos, plantas y cianobacterias. La comparación de los genes del ARN ribosómico ha proporcionado una filogenia de Chlamydiota. El status único de Chlamydiota ha permitido el uso del análisis de ADN para su diagnóstico. Cavalier-Smith ha postulado que Chlamydiota está relacionado con Planctomycetota y los agrupa en el reino Pseudomonadati.
El análisis filogenético del ARNr 16S ha dado el siguiente resultado:
|  | Waddliaceae                                                        |
|  |                                                                    |
|  | \| \| Simkaniaceae \| \| \| \| \| \| Parachlamydiaceae \| \| \| \| |
|  |                                                                    |
|  | Simkaniaceae                                                       |
|  |                                                                    |
|  | Parachlamydiaceae                                                  |
|  |                                                                    |

|  | Simkaniaceae      |
|  |                   |
|  | Parachlamydiaceae |
|  |                   |

|  | Waddliaceae                                                        |
|  |                                                                    |
|  | \| \| Simkaniaceae \| \| \| \| \| \| Parachlamydiaceae \| \| \| \| |
|  |                                                                    |
|  | Simkaniaceae                                                       |
|  |                                                                    |
|  | Parachlamydiaceae                                                  |
|  |                                                                    |

|  | Simkaniaceae      |
|  |                   |
|  | Parachlamydiaceae |
|  |                   |